# Edwin Markham
Edwin Markham, pseudonimo di Charles Edward Anson Markham (Oregon City, 23 aprile 1852 – New York, 7 marzo 1940), è stato un poeta e docente statunitense, autore del poema L'uomo con la zappa (The Man with the Hoe);popolare scrittore americano durante la prima metà del XX secolo, le cui opere erano intrise di credenze sociali e spirituali progressiste.

## Biografia

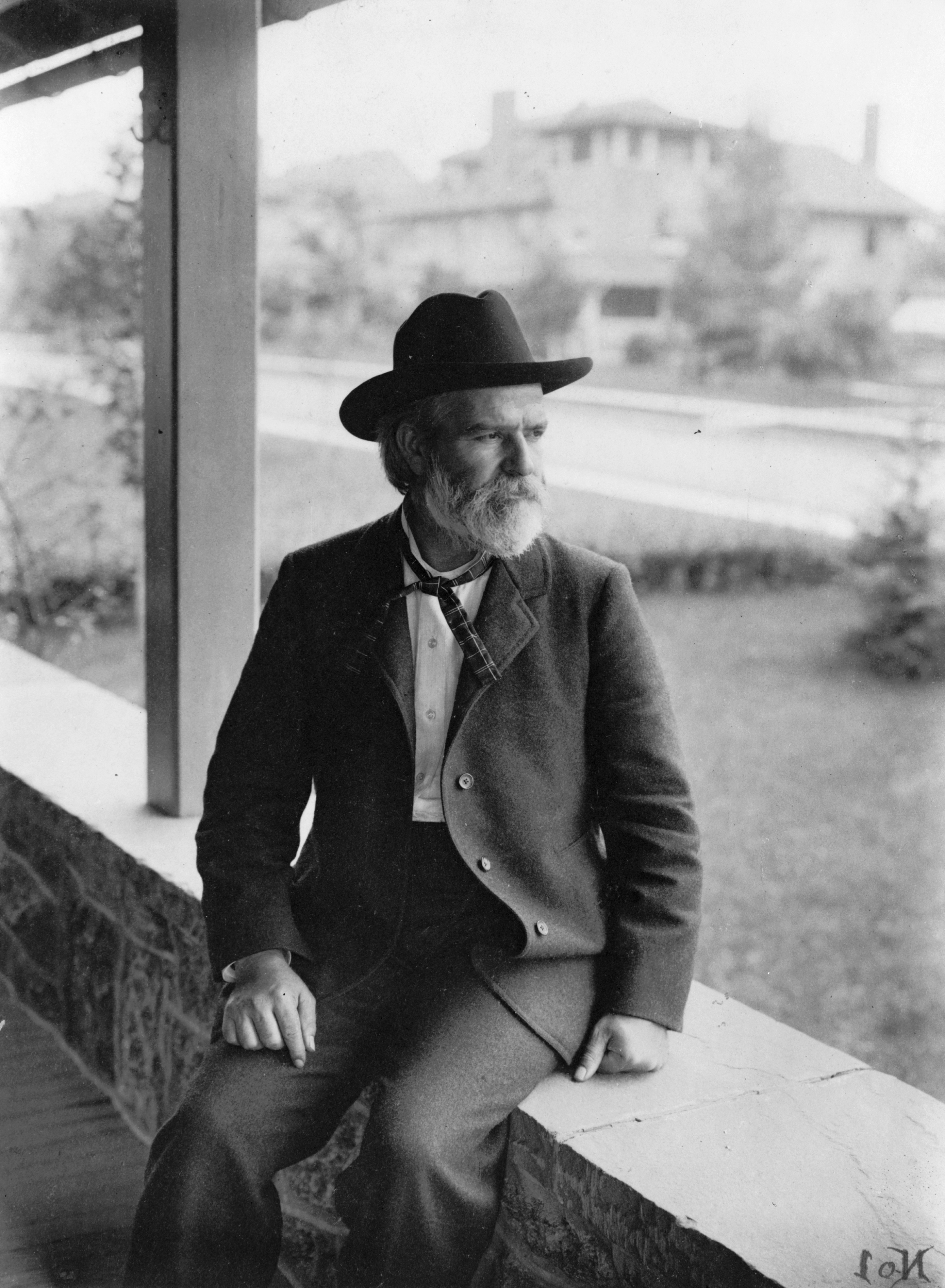
Edwin Markham nel 1899

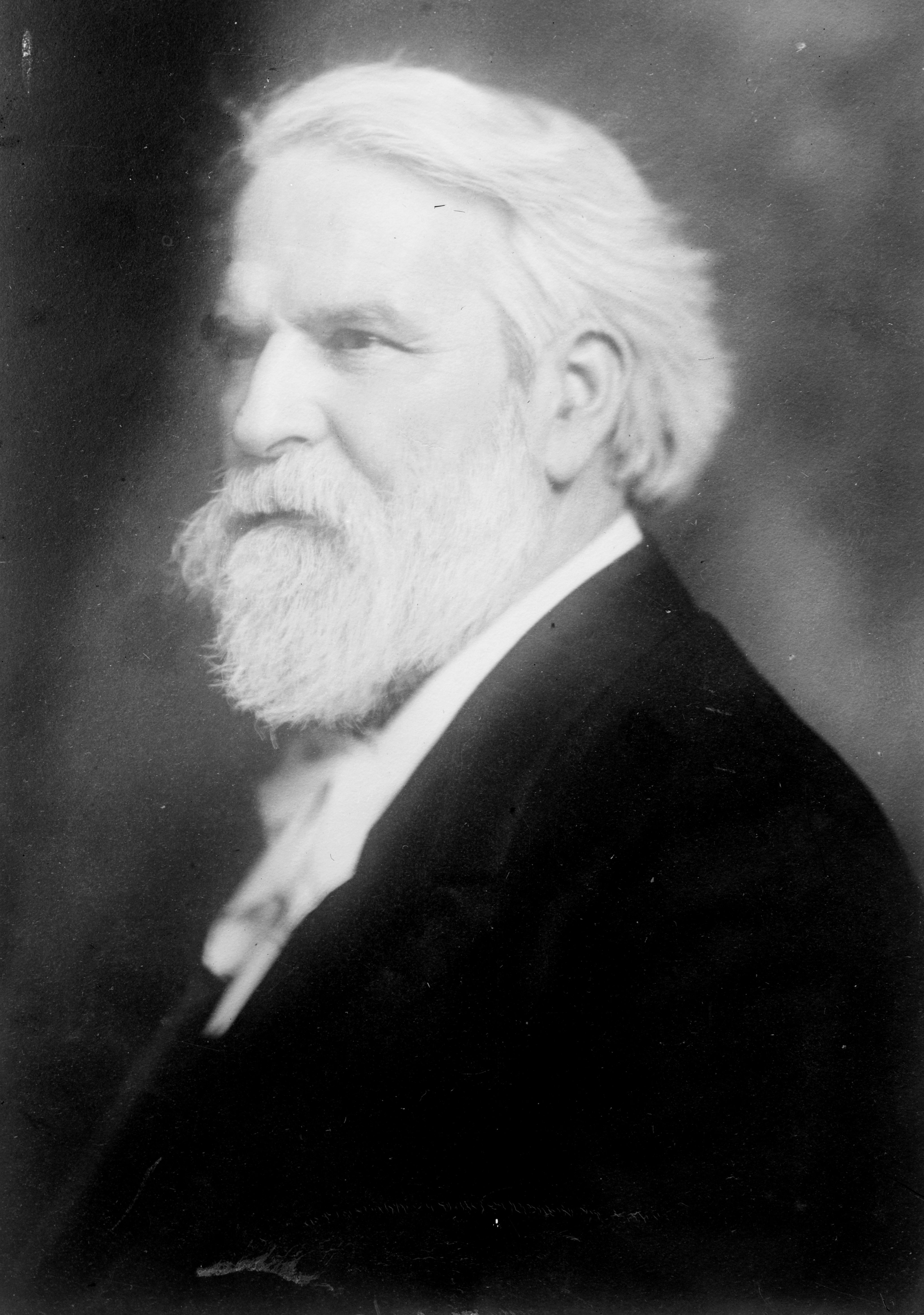
Edwin Markham nel 1910

Edwin Markham e Ulric Dunbar nel 1926

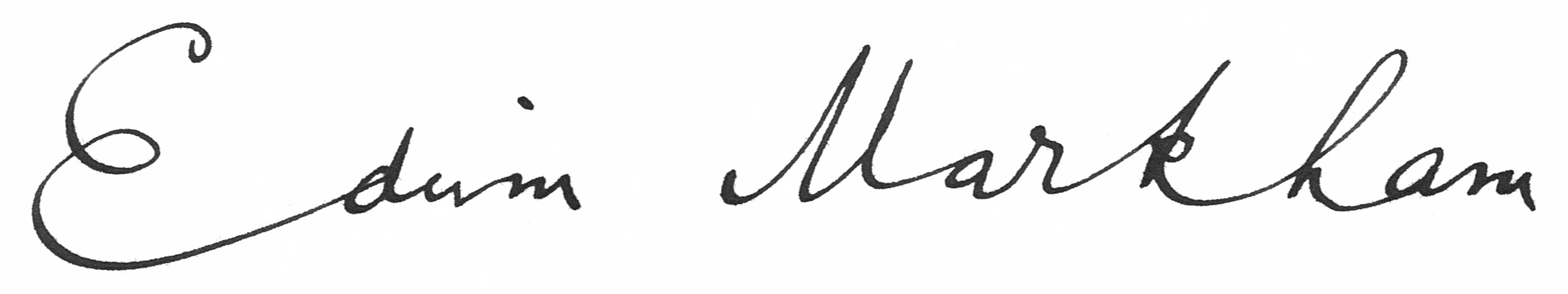
La firma di Edwin Markham

Edwin Markham nacque a Oregon City, ma i suoi genitori si separarono qualche anno dopo la sua nascita e nel 1856 l'infante Markham si trasferì con la madre in una fattoria a Suisun City, nel centro della California.
Durante la sua infanzia e adolescenza, ebbe qualche problema ad istruirsi a causa di contrasti con la madre, e solo nel 1867 riuscì a frequentare il Vacaville College.
Markham si diplomò nel 1870 ottenendo l'abilitazione ad insegnare e subito dopo si iscrisse alla scuola San Jose Normal.
Una volta terminati gli studi si dedicò all'insegnamento in California per numerosi anni e successivamente divenne sovrintendente delle scuole di Placerville.
Nel 1876 Markham abbandonò la fede metodista della sua infanzia e divenne un seguace del leader religioso angloamericano e socialista utopista Thomas Lake Harris.
La dottrina di Harris, incentrata sull'unione dell'armonia sociale e della carità universale, influenzò notevolmente la vita di Markham.
Markham si avvicinò alla scrittura letteraria già nel 1872, ma solamente nel 1880 pubblicò le sue prime poesie.
Nel ventennio seguente strinse amicizia con importanti personalità letterarie, come Edmund Clarence Stedman, Hamlin Garland e Ambrose Bierce.
Gli ultimi giorni del 1898, dopo essersi sposato con la sua terza moglie, Anna Catherine Murphy, Markham scrisse il volume di poesie che lo rese celebre, intitolato L'uomo con la zappa (The Man with the Hoe), ispirato dall'omonimo dipinto del pittore francese Jean-François Millet del 1862.
Il dipinto di Millet raffigura un contadino incurante con un'espressione brutale sul volto, che nel poema di Markham divenne il simbolo di una energica protesta sociale, esprimente in modo oratorio la sofferenza del lavoro oppresso nel mondo.
L'uomo con la zappa (The Man with the Hoe) attirò l'attenzione del pubblico e della critica letteraria e fu stampato su numerosi giornali degli Stati Uniti. William Jennings Bryan scrisse: «C'è una svolta maestosa all'argomento, alcune linee trafiggono come frecce».
L'auspicio di Markham di arrivare ad un trattamento migliore della classe operaia diventò oggetto di dibattito nazionale e trasformò Markham in una personalità famosa, che incominciò a tenere conferenze sia letterarie sia politiche-sociali.
La poesia di Markham si caratterizzò per la sua natura retorica, per la difesa della riforma sociale e per il desiderio di ottenere l'unità dell'umanità attraverso la fede spirituale, guidato da un sentimento genuino.
Tutte le successive opere di Markham si trovarono al centro dell'attenzione della critica letteraria, anche se non sempre vennero accolte con entusiasmo quando non manifestarono la stessa passione del primo lavoro; ad esempio dopo la pubblicazione del volume Porte del paradiso e altre poesie (Gates of Paradise e Other Poems, 1920), Herbert S. Gorman scrisse: «Markham divenne un poeta quando scrisse L'uomo con la zappa e quando scrisse l'ultima battuta cessò di essere un poeta».
Un buon successo di pubblico e di critica riscosse Lincoln, l'uomo del popolo (Lincoln, the Man of the People, 1901).
Nel 1914 Markham collaborò assieme ad altri autori al libro Bambini in ceppi (Children in Bondage, 1914), una denuncia delle condizioni inumane nelle quali vivevano i bambini lavoratori.
Nel 1922 Markham, su invito dell'ex presidente William Howard Taft, lesse il suo poema Lincoln, l'uomo del popolo (Lincoln, the Man of the People, 1901) alla dedica del Lincoln Memorial; nel 1932, in occasione dell'ottantesimo compleanno di Markham, fu presentato alla Carnegie Hall di New York, durante una celebrazione a cui trentacinque nazioni inviarono rappresentanti.
Edwin Markham morì il 7 marzo 1940 a Staten Island, New York, lasciando in eredità la sua biblioteca personale di quindicimila volumi alla Biblioteca Horrmann, al Wagner College, a Staten Island.
Differentemente dallo sperimentalismo e dal pessimismo che generalmente caratterizzavano la poesia contemporanea, i versi eroici di Markham celebrarono la pace, l'amore e la riforma utopistica socialista.
In un saggio del 1902 il giornalista e politico Leonard D. Abbot proclamò che «Markham, più di ogni altro poeta in lingua inglese, può vantare l'onore di essere il Bardo del Lavoro, il vero prodotto dell'ultimo grande movimento che è destinato a scuotere il mondo».
«In un periodo in cui la protesta contava, il primo trionfo di Markham, L'uomo con la zappa, aiutò a risvegliare la coscienza del popolo americano», osservò Joseph W. Slade nel Dictionary of Literary Biography.

## Opere

### Poesie
- L'uomo con la zappa (The Man with the Hoe) (1898);
- Lincoln, l'uomo del popolo (Lincoln, the Man of the People) (1901);
- Le scarpe della felicità e altre poesie (The Shoes of Happiness and Other Poems) (1913);
- Porte del paradiso e altre poesie (Gates of Paradise e Other Poems) (1920);
- Ottanta poesie all'80 (Eighty Poems at Eighty) (1932);
- La ballata dell'uccello della forca (The Ballad of the Gallows Bird) (1960).

### Prose
- Bambini in ceppi (Children in Bondage) (1914);
- California meravigliosa (California the Wonderful) (1914).